# Śląkfa
Śląkfa (efter Śląski Klub Fantastyki i polska Schlesien) är det äldsta polska litteraturpriset för science fiction, fantasy och skräck. Priset delades ut för första gången 1984 till årets författare, fan och förläggare 1983. Prisceremonin äger rum årligen i Schlesien i Polen.
Två författare har fått priset två gånger: Andrzej Sapkowski (1989, 1992) och Wit Szostak (2003, 2004).
Priset är mindre känt än Janusz A. Zajdel-priset som har nästan lika långa anor.